# Дальневосточные черепахи
Дальневосточные черепахи (лат. Pelodiscus) — род черепах семейства трёхкоготные черепахи, обитающих в восточной Азии от Российского Дальнего Востока до Вьетнама.

## Описание
Черепахи средних размеров. Карапакс окаймлён мягкой кожистой оторочкой по краям и сзади и не имеет краевых пластинок. Длина карапакса взрослых черепах этого рода достигает 35 см. Передние части пластрона сильно выступают вперёд, а на его нижней поверхности имеются 7 мозолевидных утолщений. Окраска верхней стороны тела варьирует от оливковой до серой. Пластрон от белого до желтоватого.

Элементы панциря дальневосточной черепахи (Pelodiscus maackii)
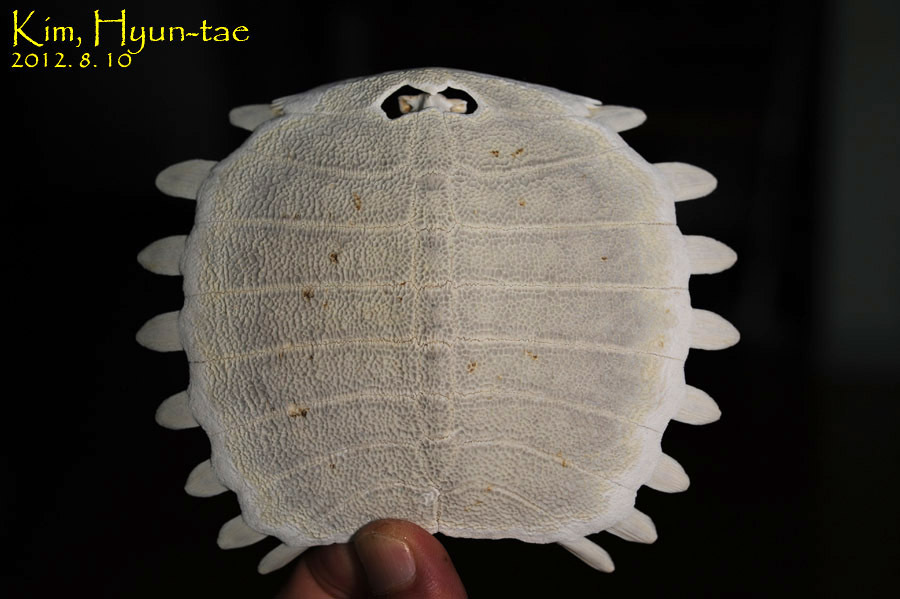
Карапакс сверху
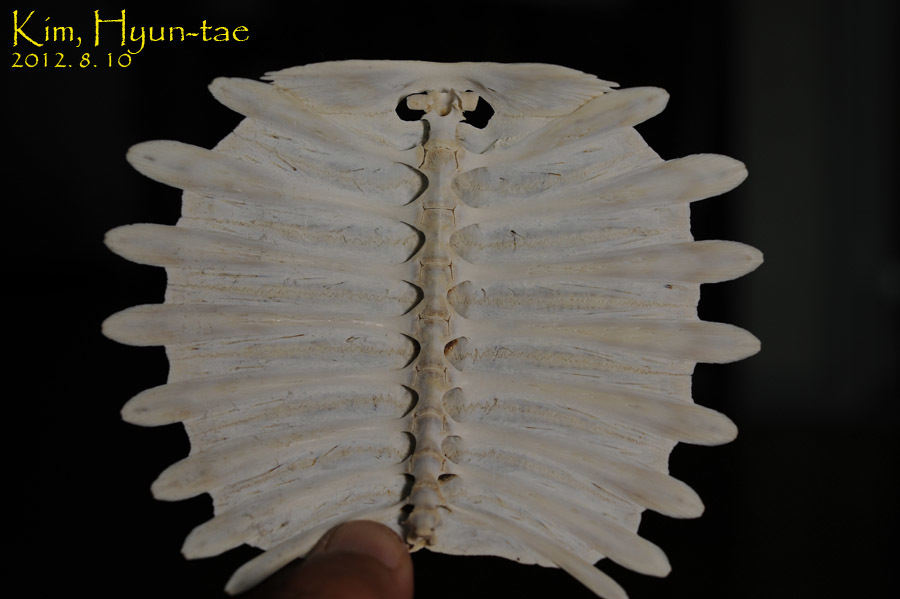
Карапакс снизу
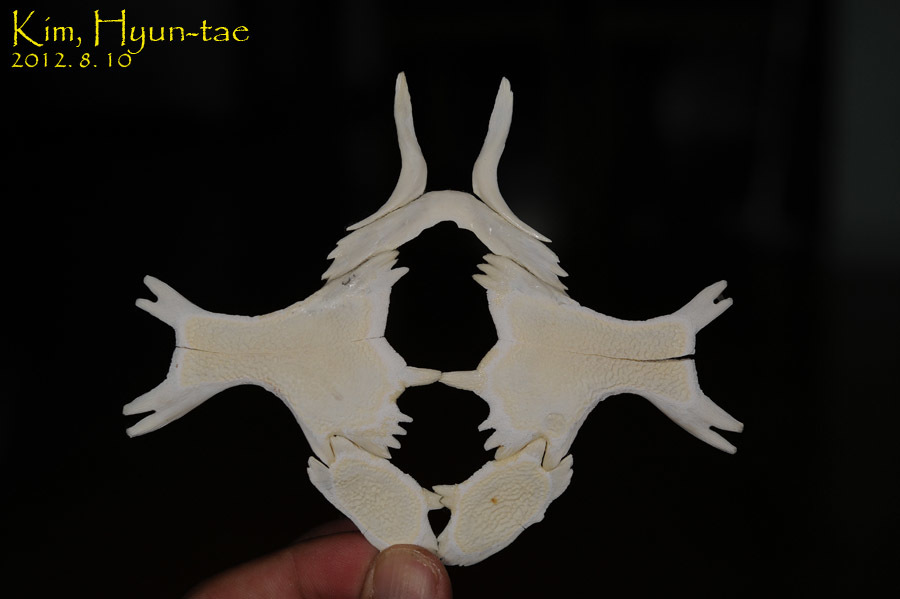
Пластрон

Дальневосточные черепахи — хищники, питающиеся водными беспозвоночными и рыбами. Обитают в озёрах, прудах и медленно текущих реках. Могут входить в солоноватые воды. Активны предположительно днём. Яйцекладущие. Самки откладывают 10—35 яиц с известковой скорлупой за раз.

## Таксономия
Первоначально род включал лишь один вид, Pelodiscus sinensis, выделенный из рода Trionyx. Впоследствии стало понятно, что дальневосточные черепахи образуют комплекс видов, и многие популяции, ранее относимые к этому роду, следует рассматривать как разные виды. В связи с этим к 2022 году было описано ещё 6 дальневосточных черепах, и на текущий момент род включает 7 видов:
- Pelodiscus axenaria
- Pelodiscus huangshanensis
- Pelodiscus maackii — Дальневосточная черепаха[1]
- Pelodiscus parviformis
- Pelodiscus sinensis — Китайский трионикс[6]
- Pelodiscus shipian
- Pelodiscus variegatus